# Televisión digital terrestre en Bolivia
La televisión digital terrestre en Bolivia  es un proyecto impulsado por el Estado Plurinacional de Bolivia para establecer una plataforma digital de señales abiertas de televisión para la población al nivel nacional, en reemplazo de la televisión analógica —la cual emite por microondas en las frecuencias VHF y UHF—. 
El estándar digital elegido para el sistema fue ISDB-Tb, con  origen en Japón y ciertas alteraciones en Brasil. Esta norma permitirá interactividad, mayor calidad de imagen y sonido, la transmisión de fotogramas en mayor resolución y la disponibilidad de más canales en una misma frecuencia por medio del multiplexado. El proceso fue iniciado por el Ministerio de Obras Públicas, Servicios y Vivienda (a través de la Autoridad de Regulación y Fiscalización de Telecomunicaciones y Transportes, ATT, por sus siglas) el 5 de julio de 2010 con la implementación de la televisión digital, tras 6 años de discusión y la aprobación del reglamento del plan.

## Historia

### Antecedentes
En Bolivia, el canciller boliviano de aquel entonces, David Choquehuanca hizo el anuncio oficial el 5 de julio de 2010 en un acto con el embajador japonés en La Paz, Kazuo Tanaka de que el sistema elegido ha sido el ISDB-Tb. La implementación estaba prevista para los 2 años siguientes al anuncio, lo que convirtió  a Bolivia en el undécimo país en adoptar esta medida. Se tenía previsto que Bolivia TV inicie transmisiones de prueba en 2011 y que el proceso termine en 2012.
Para confirmar el apoyo al sistema ISDB-Tb, se firmó el D.S. 819, la cual se promulga el 16 de marzo de 2011.El Decreto además menciona a la Comisión Técnica Interinstitucional y sus miembros quienes se destacaban el Ministerio de Obras Públicas, Servicios y Vivienda, la recién fundada Empresa Estatal de Televisión Boliviana (administradora de Bolivia TV), la  propia ATT, la Universidad Mayor de San Andrés y la Universidad Católica Boliviana San Pablo, así como disponer a la ATT fiscalizar, regular y formular normas y planes para la implantación de la Televisión  Digital Terrestre.
Desde junio de 2011 Bolivia TV emite en pruebas en La Paz, Cochabamba y Santa Cruz. 

Mapa de sistemas utilizados en la televisión digital en el mundo

## Inicio gradual de emisiones
El 8 de abril de 2018, la ATT otorgó 16 concesiones de TV digital en La Paz, Santa Cruz y Cochabamba, teniendo como plazo el día 30 de junio. Al terminar 2018, la ATT reportó que 21 estaciones ya estaban emitiendo señal digital.

#### Bolivia TV(10 de mayo de 2012)
Luego de adoptarse la medida en señal de prueba en 2011, el gobierno de Evo Morales inauguró la señal en el canal 16 UHF en el eje troncal del país. Ese mismo día se oficializó la señal de Canal 7 en alta definición y adoptó el nombre de Bolivia TV HD. La señal uso la estructura de Entel (una telefónica también perteneciente al Gobierno) para la instalación de sus repetidoras así como la colaboración de la ministra de Comunicación, Amanda Dávila.

### Distribución de Frecuencias y canales digitales
- Estado Plurinacional de Bolivia 33%
- Privado 33%
- Social Comunitario 17%
- Pueblos indígenas,originarios,Campesinos y Afrobolivianos 17%

Nota: El principal problema de la actual distribución es que un 34% del espectro radiomagnético quedaría vacío posiblemente,esta opción prohíbe los canales alternativos y/o diferentes a la señal central. El Estado y su espectro a su propiedad es del 14 al 25 (UHF) en ese caso de 470 a 542 MHz.

## Lista de Canales en TDT

### Cochabamba
| Múltiplex | Canal | Nombre                    | Operador                                                        | Formato de imagen | Resolución de Video | Relación de aspecto  | EPG |
| --------- | ----- | ------------------------- | --------------------------------------------------------------- | ----------------- | ------------------- | -------------------- | --- |
| 10 UHF    | 21.1  | Tele C                    | Empresa de Comunicaciones Cochabamba                            | 1080i60 HDTV      | 1920x1088           | 16:9                 | NO  |
| 16 UHF    | 7.1   | Bolivia TV 7.1            | Empresa Estatal de Televisión Boliviana                         | 1080i60 HDTV      | 1920x1088           | 16:9                 | NO  |
| 16 UHF    | 7.2   | Bolivia TV 7.2            | Empresa Estatal de Televisión Boliviana                         | 1080i60 HDTV      | 1920x1088           | 16:9                 | NO  |
| 16 UHF    | 7     | Bolivia TV SD             | Empresa Estatal de Televisión Boliviana                         | 240p30            | 320x240             | 4:3                  | NO  |
| 24 UHF    | 11.1  | TVU HD Enc 1              | Red Universitaria de Información - Red RUBI                     | 1080i HD          | 16:9                | Generalista/Cultural | NO  |
| 24 UHF    | 11.2  | TVU HD Enc 2              | Red Universitaria de Información - Red RUBI                     | 1080i HD          | 16:9                | Cultural             | NO  |
| 30 UHF    | 30.1  | Nuevo Tiempo              | La Voz de América S.R.L                                         | 1080i60 HDTV      | 1920x1088           | 16:9                 | NO  |
| 31 UHF    | 4.1   | ATB HD                    | Illimani de Comunicaciones S.A.                                 | 1080i60 HDTV      | 1920x1080           | 16:9                 | SI  |
| 31 UHF    | 4     | ATB SD                    | Illimani de Comunicaciones S.A.                                 | 240p30            | 320x192             | 4:3                  | NO  |
| 32 UHF    | 32.1  | TV SCM                    | TV Sistema de Comunicaciones Mundial                            | 1080i60 HDTV      | 1920x1088           | 16:9                 | NO  |
| 33 UHF    | 2.1   | CCA Corazón de América HD | Canal 2 Cochabamba Corazón de América TV SRL                    | 1080i60 HDTV      | 1920x1088           | 16:9                 | NO  |
| 33 UHF    | 2     | CCA Corazón de América SD | Canal 2 Cochabamba Corazón de América TV SRL                    | 240p30            | 320x192             | 4:3                  | NO  |
| 34 UHF    | 5.1   | Bolivision HD             | Albavisión/Antena Uno Canal 6 S.R.L.                            | 1080i60 HDTV      | 1920x1080           | 16:9                 | NO  |
| 34 UHF    | 5.2   | RQP Bolivia               | Albavisión/Antena Uno Canal 6 S.R.L.                            | 1080i60 HDTV      | 1920x1080           | 16:9                 | NO  |
| 34 UHF    | 5     | Bolivision SD             | Albavisión/Antena Uno Canal 6 S.R.L.                            | 240p30            | 320x192             | 4:3                  | NO  |
| 38 UHF    | 10.1  | F10 HD                    | FTTV Comunicaciones SRL                                         | 1080i60 HDTV      | 1920x1088           | 16:9                 | NO  |
| 39 UHF    | 39.1  | Univalle TV               | Promotora para la Inversión y la Cultura S.A.                   | 1080i60 HDTV      | 1920x1088           | 16:9                 | NO  |
| 40 UHF    | 9.1   | Red Uno HD                | Red Uno de Bolivia S.A.                                         | 1080i60 HDTV      | 1920x1088           | 16:9                 | NO  |
| 40 UHF    | 9     | Red Uno SD                | Red Uno de Bolivia S.A.                                         | 480i60 SDTV       | 704x480             | 4:3                  | NO  |
| 43 UHF    | 13.1  | Unitel HD                 | Empresa de Comunicaciones del Oriente Ltda. Canal 9 Teleoriente | 1080i60 HDTV      | 1920x1088           | 16:9                 | NO  |
| 43 UHF    | 13    | Unitel SD                 | Empresa de Comunicaciones del Oriente Ltda. Canal 9 Teleoriente | 480i60 SDTV       | 704x480             | 4:3                  | NO  |
| 46 UHF    | 23.1  | Red Advenir Internacional | Red Advenir                                                     | 1080i60 HDTV      | 1920x1088           | 16:9                 | NO  |

### La Paz
| Múltiplex | Canal | Nombre              | Operador                                                        | Formato de imagen | Resolución | EPG |
| --------- | ----- | ------------------- | --------------------------------------------------------------- | ----------------- | ---------- | --- |
| 10 UHF    | 10.1  | F10 HD              | FTTV Comunicaciones S.R.L.                                      | 1080i HD          | 16:9       | NO  |
| 12 UHF    | 12.1  | Red 24 HD           | TV Norte                                                        | 1080i HD          | 16:9       | NO  |
| 14 UHF    | 13.1  | TVU HD              | Red Universitaria de Información - Red RUBI                     | 1080i HD          | 16:9       | SI  |
| 14 UHF    | 13    | TVU SD              | Red Universitaria de Información - Red RUBI                     | 240p              | 4:3        | NO  |
| 16 UHF    | 7.1   | Bolivia TV 7.1      | Empresa Estatal de Televisión Boliviana                         | 1080i HD          | 16:9       | NO  |
| 16 UHF    | 7.2   | Bolivia TV 7.2      | Empresa Estatal de Televisión Boliviana                         | 1080i HD          | 16:9       | NO  |
| 16 UHF    | 7     | Bolivia TV SD       | Empresa Estatal de Televisión Boliviana                         | 240p30            | 4:3        | NO  |
| 28 UHF    | 2.1   | Unitel HD           | Empresa de Comunicaciones del Oriente Ltda. Canal 9 Teleoriente | 1080i HD          | 16:9       | NO  |
| 28 UHF    | 2     | Unitel SD           | Empresa de Comunicaciones del Oriente Ltda. Canal 9 Teleoriente | 480i SD           | 4:3        | NO  |
| 28 UHF    | 2.2   | Cadena A HD         | Compañía Comercial Minera RICACRUZ Ltda.                        | 1080i HD          | 16:9       | NO  |
| 31 UHF    | 4.1   | RTP HD              | Radiodifusoras Populares S.A.                                   | 1080i HD          | 16:9       | SI  |
| 31 UHF    | 4     | RTP SD              | Radiodifusoras Populares S.A.                                   | 240p30            | 4:3        | NO  |
| 33 UHF    | 5.1   | Bolivision HD       | Albavisión/Antena Uno Canal 6 S.R.L.                            | 1080i HD          | 16:9       | NO  |
| 33 UHF    | 5.2   | RQP Bolivia (audio) | Albavisión/Antena Uno Canal 6 S.R.L.                            | 720i SD           | 4:3        | NO  |
| 33 UHF    | 5     | Bolivision SD       | Albavisión/Antena Uno Canal 6 S.R.L.                            | 240p30            | 4:3        | NO  |
| 40 UHF    | 9.1   | ATB HD              | Illimani de Comunicaciones S.A.                                 | 1080i HD          | 16:9       | SI  |
| 40 UHF    | 9     | ATB SD              | Illimani de Comunicaciones S.A.                                 | 240p30            | 4:3        | NO  |
| 41 UHF    | 41.1  | Abya Yala TV HD     | Fundación JEMA                                                  | 1080i HD          | 16:9       | NO  |
| 42 UHF    | 11.1  | Red Uno HD          | Red Uno de Bolivia S.A.                                         | 1080i HD          | 16:9       | NO  |
| 42 UHF    | 11    | Red Uno SD          | Red Uno de Bolivia S.A.                                         | 480i SD           | 4:3        | NO  |
| 45 UHF    | 45.1  | Poder de Dios HD    | Poder de Dios                                                   | 1080i HD          | 16:9       | NO  |
| 47 UHF    | 47.1  | Palenque TV HD      | Palenque Comunicaciones                                         | 1080i HD          | 16:9       | NO  |
| 50 UHF    | 57.1  | CVC HD              | Fundaciòn Cuerpo de Cristo                                      | 1080i HD          | 16:9       | NO  |
| 51 UHF    | 51.1  | DTV HD              | Detrás de la Verdad                                             | 1080i HD          | 16:9       | NO  |

### Santa Cruz
| Múltiplex | Canal | Nombre         | Operador                                                        | Formato de imagen | Resolución de Video | Relación de aspecto | EPG |
| --------- | ----- | -------------- | --------------------------------------------------------------- | ----------------- | ------------------- | ------------------- | --- |
| 16 UHF    | 7.1   | Bolivia TV 7.1 | Empresa Estatal de Televisión Boliviana                         | 1080i60 HDTV      | 1920x1088           | 16:9                | NO  |
| 16 UHF    | 7.2   | Bolivia TV 7.2 | Empresa Estatal de Televisión Boliviana                         | 1080i60 HDTV      | 1920x1088           | 16:9                | NO  |
| 16 UHF    | 7     | Bolivia TV SD  | Empresa Estatal de Televisión Boliviana                         | 240p30            | 320x240             | 4:3                 | NO  |
| 24 UHF    | 11.1  | TVU HD         | Red Universitaria de Información - Red RUBI                     | 1080i60 HDTV      | 1920x1088           | 16:9                | NO  |
| 24 UHF    | 11    | TVU SD         | Red Universitaria de Información - Red RUBI                     | 240p30            | 320x192             | 4:3                 | NO  |
| 26 UHF    | 2.1   | Cristal HD     | Centro Zoom Producciones                                        | 1080i60 HDTV      | 1920x1088           | 16:9                | NO  |
| 28 UHF    | 4.1   | Bolivision HD  | Albavisión/ Galavisión S.R.L.                                   | 1080i60 HDTV      | 1920x1080           | 16:9                | NO  |
| 28 UHF    | 4.2   | RQP Bolivia    | Albavisión/ Galavisión S.R.L.                                   | 1080i60 HDTV      | 1920x1080           | 16:9                | NO  |
| 28 UHF    | 4     | Bolivision SD  | Albavisión/ Galavisión S.R.L.                                   | 240p30            | 320x192             | 4:3                 | NO  |
| 29 UHF    | 5.1   | ATB HD         | Illimani de Comunicaciones S.A.                                 | 1080i60 HDTV      | 1920x1080           | 16:9                | SI  |
| 29 UHF    | 5     | ATB SD         | Illimani de Comunicaciones S.A.                                 | 240p30            | 320x192             | 4:3                 | NO  |
| 31 UHF    | 9.1   | Unitel HD      | Empresa de Comunicaciones del Oriente Ltda. Canal 9 Teleoriente | 1080i60 HDTV      | 1920x1088           | 16:9                | NO  |
| 31 UHF    | 9     | Unitel SD      | Empresa de Comunicaciones del Oriente Ltda. Canal 9 Teleoriente | 480i60 SDTV       | 704x480             | 4:3                 | NO  |
| 31 UHF    | 9.2   | Cadena A HD    | Compañía Comercial Minera RICACRUZ Ltda.                        | 1080i HD          | 16:9                | Generalista         | NO  |
| 35 UHF    | 13.1  | Red Uno HD     | Red Uno de Bolivia S.A.                                         | 1080i60 HDTV      | 1920x1088           | 16:9                | NO  |
| 35 UHF    | 13    | Red Uno SD     | Red Uno de Bolivia S.A.                                         | 480i60 SDTV       | 704x480             | 4:3                 | NO  |

### Oruro
| Múltiplex | Canal | Nombre      | Operador                                    | Formato de imagen | Resolución de Video | Relación de aspecto | EPG |
| --------- | ----- | ----------- | ------------------------------------------- | ----------------- | ------------------- | ------------------- | --- |
| 14 UHF    | 13.1  | RTVU UTO HD | Red Universitaria de Información - Red RUBI | 1080i60 HDTV      | 1920x1088           | 16:9                | NO  |

Notas
1. 1 2  Existen datos no verídicos sobre la propiedad de Cadena A. Actualmente, las leyes bolivianas no permiten que una empresa tenga dos frecuencias en una misma área.

## Progresión de canales

### 1.ºArchivo:Bolivia Tv Dic 2019.pngBolivia TV
El inicio de transmisiones regulares de Bolivia TV se da el 10 de mayo de 2012. Desde finales de septiembre de 2011, Bolivia TV emite en el canal 16 de UHF en la ciudad de La Paz desde los estudios de La Ceja de El Alto. A su vez, en el mismo año desde su experimentación en la Entrada Folclórica del Carnaval de Oruro, en octubre de 2011 se emite el sistema de televisión en alta definición, siendo también la primera de Bolivia en tener dichos servicios de alta tecnología.

### 2.ºArchivo:Bolivia Tv Dic 2019.pngBolivia TV 7.2
Fue estrenado el 29 de mayo de 2012 como señal alternativa de Bolivia TV y de alta definición para eventos de mayor magnitud, que en sus comienzos no contaba con comerciales de ningún tipo, y hasta el mes de mayo de 2014 fue recibido con el nombre de Bolivia TV HD. En junio de 2014 fue llamado como Bolivia TV +HD, que emitía en ese entonces eventos culturales y deportivos las 24 horas en durante los 2012 y 2015, y era la alternativa a la señal 7.1 que emitía sin parar eventos políticos e imagen política del expresidente Evo Morales, para luego en 2015 recibir el nombre de Bolivia TV DEPORTES.

### 3.ºUnitel
Desde el 2 de abril de 2018, el canal lanzó su propia señal en alta definición dentro del sistema de televisión digital terrestre boliviano en fase de prueba, hasta el 15 de abril, cuando comenzó oficialmente transmisiones con el nombre de Unitel HD. El último programa emitido en 16:9 pero adaptado a 4:3 SD fue Este Es el Fin
En junio de 2018, Unitel transmite en vivo 32 partidos del Mundial Rusia 2018 por señal abierta, convirtiéndose en el primer canal de televisión en transmitir un mundial de fútbol en calidad HD para el territorio boliviano.
A partir del 16 de julio de 2018,Unitel estrena "Despéiname la vida" la primera telenovela ficción producida en Bolivia. Esta teleserie se emite en horario estelar. Es la 1.ª telenovela de Bolivia que se emitió en HD

### 4.ºATB
El 21 de junio de 2018 en La Paz, durante la ceremonia del 'Nuevo Año Aymara', ATB oficializó su señal digital con el nombre de ATB Digital, mas sin embargo el HD tiene como fecha tentativa el 20 de octubre de 2018, como parte del aniversario de la creación de Canal 9 La Paz (central de ATB), siendo el cuarto canal de Bolivia en ser lanzado en la TDT y la segunda dentro de las empresas privadas.

### 5.ºBolivisión
El 20 de julio de 2018, Bolivisión fue lanzado en la plataforma de televisión digital terrestre nacional, pero su señal en alta definición llegaría meses después, el 2 de noviembre de 2018, con el estreno de un nuevo paquete gráfico y la adición de una sigla distintiva «HD» para el logotipo de la nueva señal.Cuando aún se emitía Caso Cerrado antes de pasar a Unitel se estrenó el paquete gráfico.

### 6.ºRed Uno
En 2012, Uno inauguró nuevos estudios localizados en Santa Cruz y la modernización de sus equipos para poder emitir y grabar en HD.[cita requerida] Sin embargo, no fue hasta 2018 cuando el canal comenzó a emitir por la televisión digital terrestre (TDT) en alta definición.

### 7.ºCadena A
El 12 de agosto de 2019 en plena emisión de "Levantate Bolivia" lanza su señal en HD con un nuevo paquete gráfico y nuevo logo. Y llega a televisión digital terrestre el 1 de julio de 2021 por la señal del canal 2.2 en HD por el momento en La Paz y El Alto y desde julio de 2022 emite su señal en HD en Santa Cruz en la señal del canal 9.2.